# 華蓋七
仙后座ω，又名BD+67 169，HD 11529、SAO 12038、HR 548，是仙后座的一颗恒星，视星等为4.99，位于銀經128.77，銀緯6.55，其B1900.0坐标为赤經1h 48m 13.5s，赤緯+68° 6.55′ 39″。